# Островное (Одесская область)
Островное (болг. Баба́та, укр. Острівне) — село, относится к Суворовской поселковой общине Измаильского района Одесской области Украины.
Население по переписи 2001 года составляло 1306 человек. Почтовый индекс — 68442. Телефонный код — 4845. Занимает площадь 2,33 км². Код КОАТУУ — 5120484701.

## География
Село расположено на правом берегу реки Киргиж-Китай, в южной части Арцизского района. Граничит со следующими селами: Главани, Задунаевка, Холмское (Арцизский район), Голица, Виноградное (Болградский район), Старые Трояны (Килийский район), Кирнички (Измаильский район).
Находится в 45 км от границы с Молдавией, и столько же до районного центра Арциз, до областного центра Одесса — 185 км. В 6 км от железнодорожной станции Алияга.

## История
Село основано в 1817 г. болгарами-фракийцам, переселенцами из Северо-Восточной Болгарии. По непроверенным данным Болгарской энциклопедии, в село Островное переселились жители села Караджа (совр. Стефан Караджа) и города Провадия, Варненского округа. В селе родился Петр Бурлак-Волканов — член Союза писателей (бывший) СССР — 1972 г., Союза писателей Молдовы, член Союза болгарских писателей.
В 1945 г. Указом ПВС УССР село Кодкитай переименовано в Островное.

## Население и национальный состав
По данным переписи населения Украины 2001 года распределение населения по родному языку было следующим (в % от общей численности населения):
По Островненскому сельскому совету: украинский — 3,52 %; русский — 3,22 %; болгарский — 90,35 %; гагаузский — 0,61 %; молдавский — 1,38 %; цыганский — 0,46 %.